# 칙제
칙제(일본어: 勅祭)는 천황의 사자(칙사)가 파견되어 집행하는 신사의 마쓰리이다. 덧붙여 근현대의 용어로서, 칙사의 파견의 상례가 되어 있는 신사를 '칙제사'라고 부른다. 대체로 칙제는 각 신사의 주요한 마쓰리인 예제(例祭)이다.